# Baiarols
Baiarols és un turó de 696,1 metres que es troba al municipi de Sant Llorenç Savall, a la comarca del Vallès Occidental.